# Isabelle de Bourbon (1851-1931)
Pour les articles homonymes, voir Isabelle d'Espagne.
Ne doit pas être confondu avec Marie-Isabelle d'Espagne ou Marie-Isabelle de Bourbon-Parme.
Titres
Princesse héritière d'Espagne
29 décembre 1874 – 11 septembre 1880
(5 ans, 8 mois et 13 jours)
Princesse héritière d'Espagne
21 décembre 1856 – 28 novembre 1857
(11 mois et 7 jours)
Princesse héritière d'Espagne
20 décembre 1851 – 21 décembre 1856
(5 ans et 1 jour)
Isabelle de Bourbon (en espagnol : Isabel de Borbón y Borbón), princesse des Asturies, est née le 20 décembre 1851 au palais royal de Madrid, dans le royaume d’Espagne, et décédée le 23 avril 1931 à Paris, en France. Fille aînée de la reine Isabelle II d’Espagne et de son époux l’infant François d'Assise de Bourbon, roi consort et duc de Cadix, elle est héritière présomptive de la monarchie espagnole à trois reprises. Isabelle épouse en 1868 le prince Gaétan de Bourbon-Siciles, comte d’Agrigente.

## Famille
Officiellement, la princesse Isabelle est la fille de la reine Isabelle II (1830-1904) et de son époux et cousin germain, le roi consort François d'Assise (1822-1902). Cependant, pour certains auteurs comme Ricardo de la Cierva, le véritable père de l’infante serait le commandant José Ruiz de Arana, amant de sa mère.
Le 13 mai 1868, la princesse épouse à Madrid le prince Gaétan de Bourbon-Siciles, comte d'Agrigente (en italien Girgenti). De leur union ne naît aucun enfant.

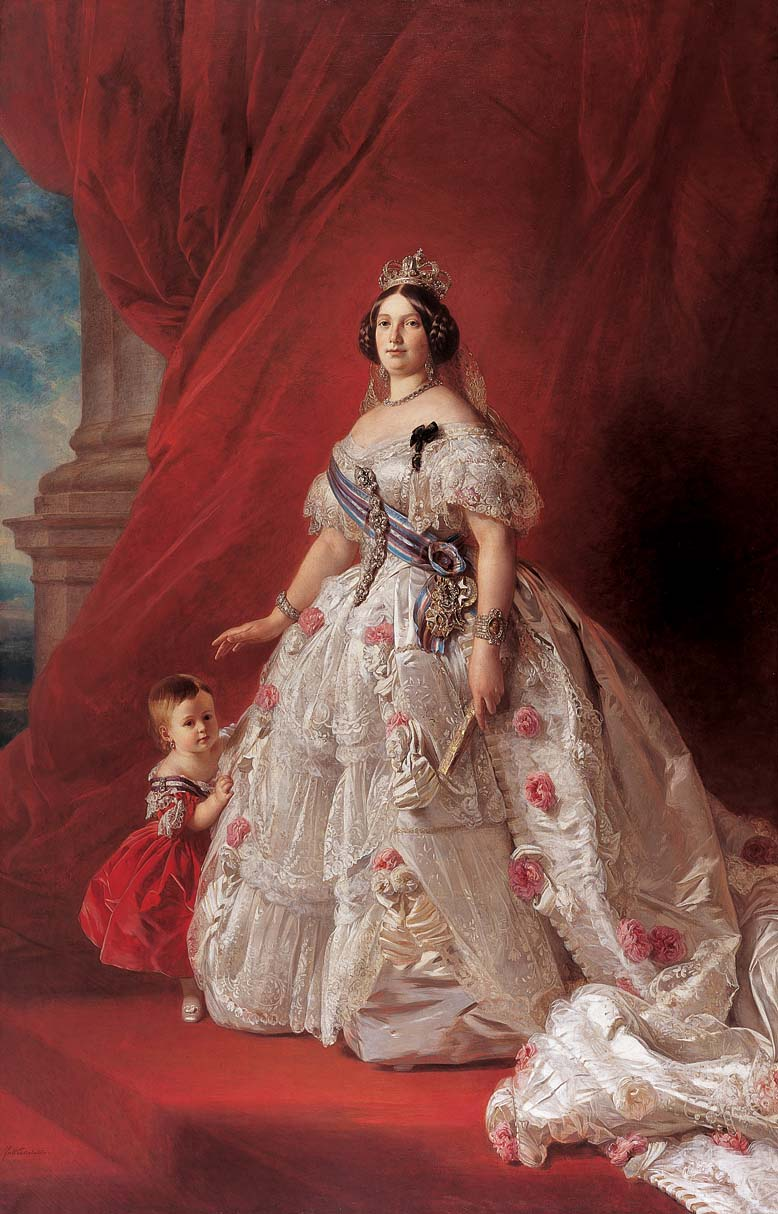
L'infante et sa mère (Winterhalter, 1852).
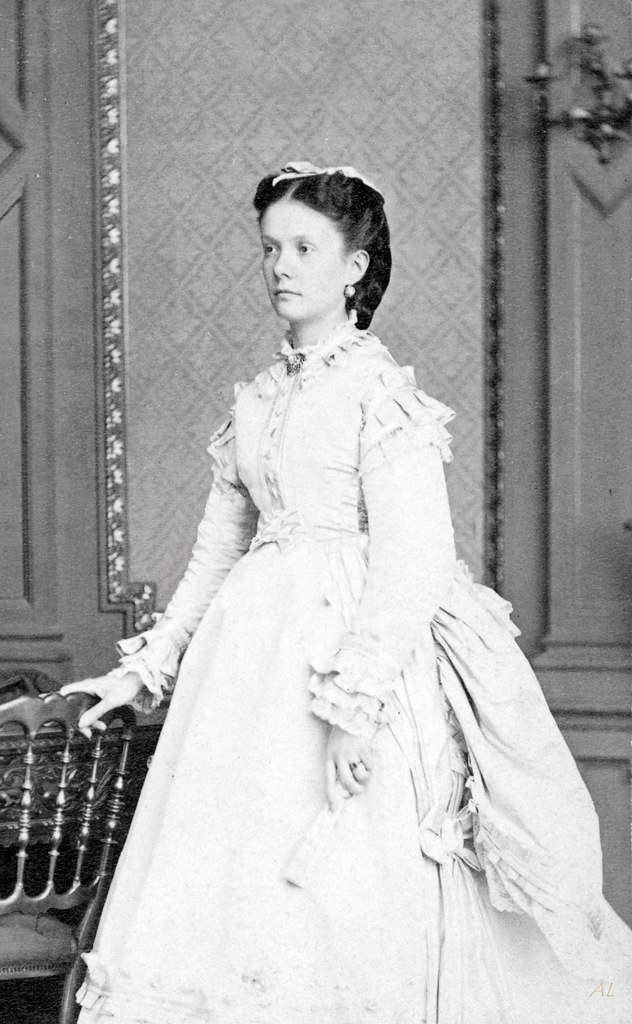
L'infante Isabelle, enfant.
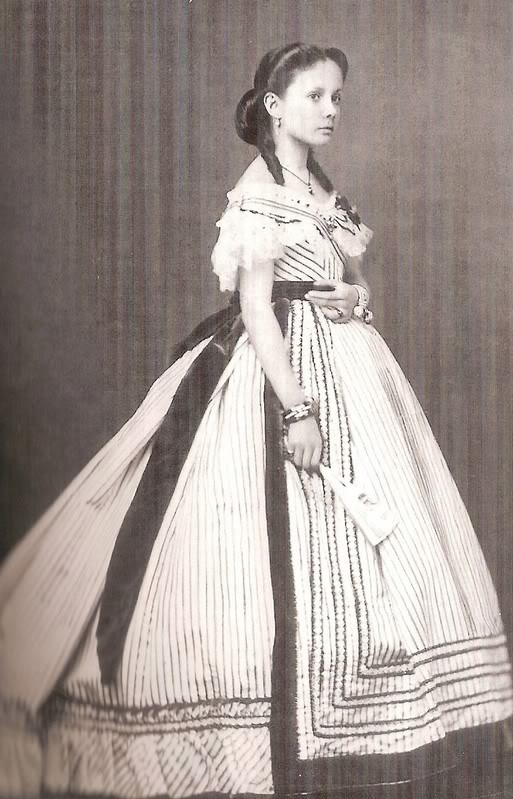
L'infante à 13 ans.
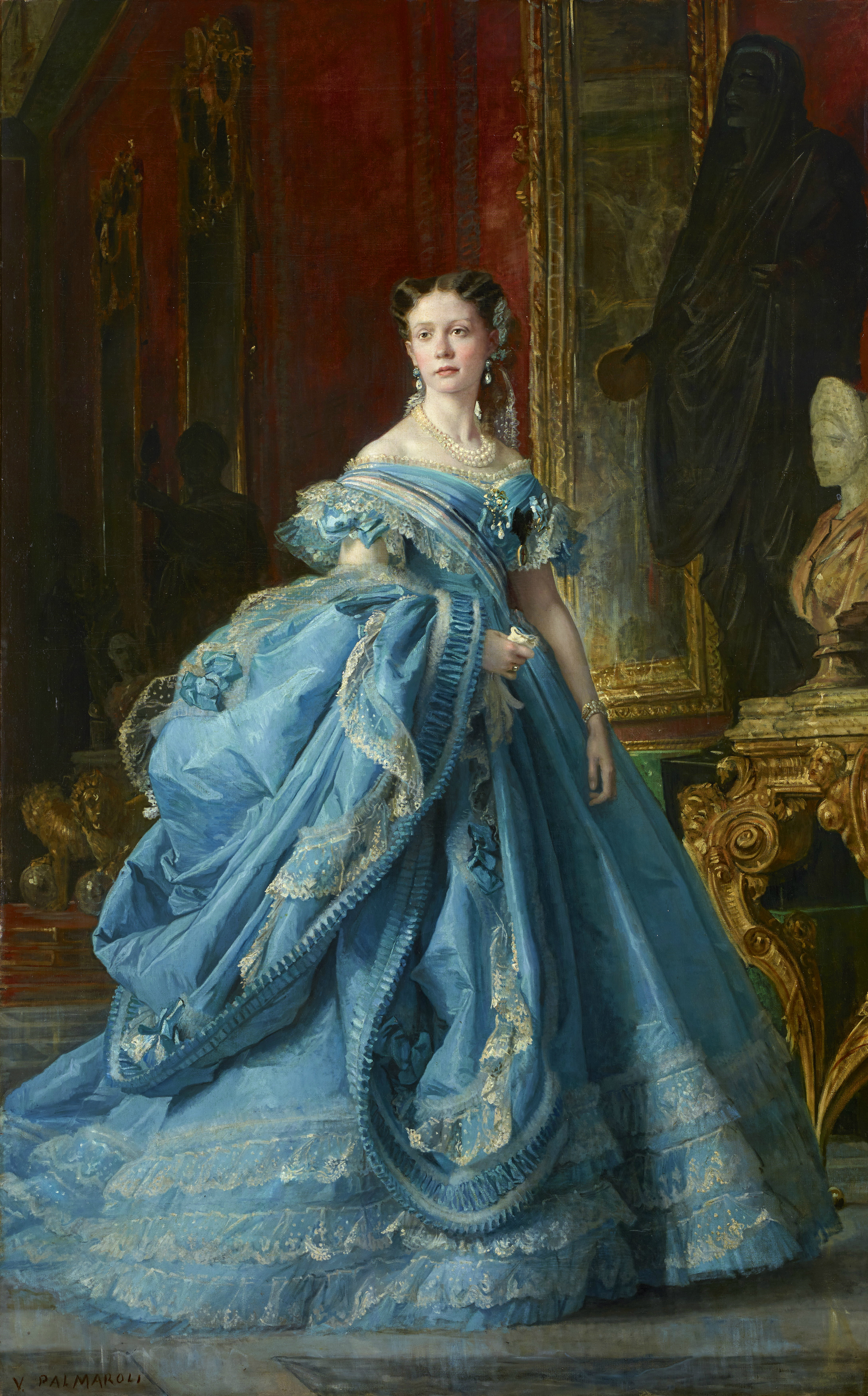
L'infante à 15 ans.
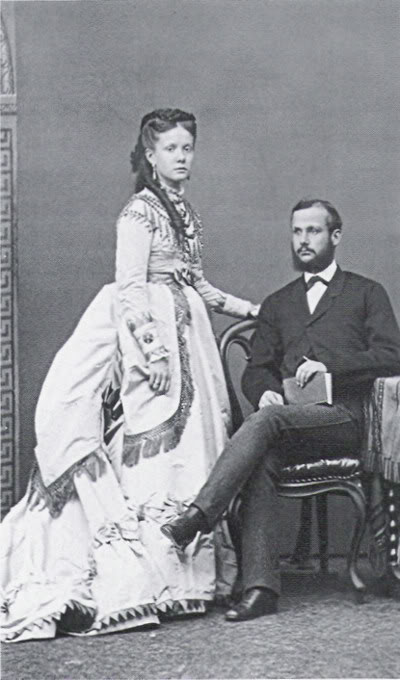
Les infants (1868).
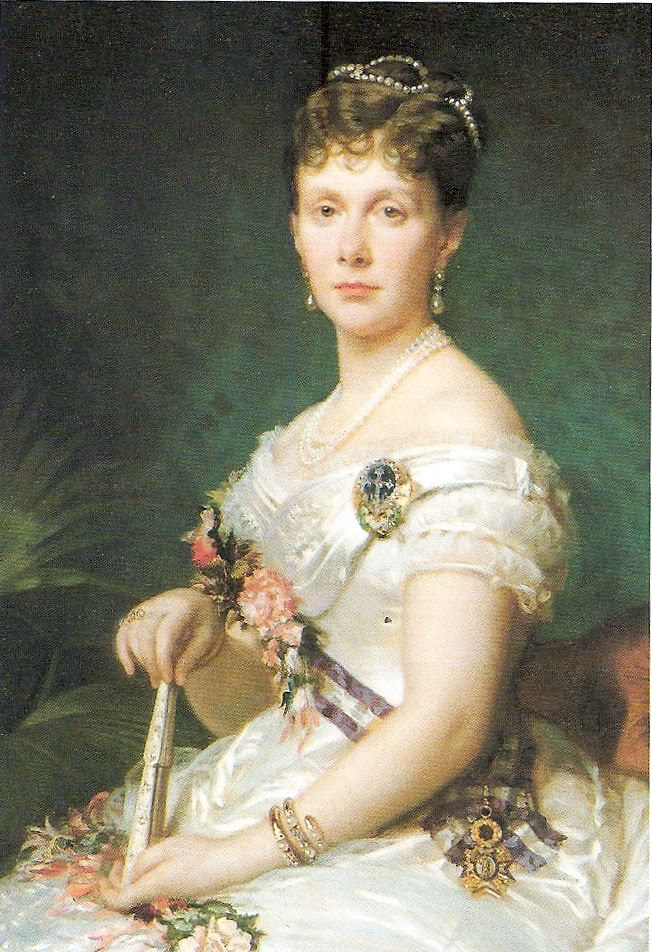
L'infante en 1880.
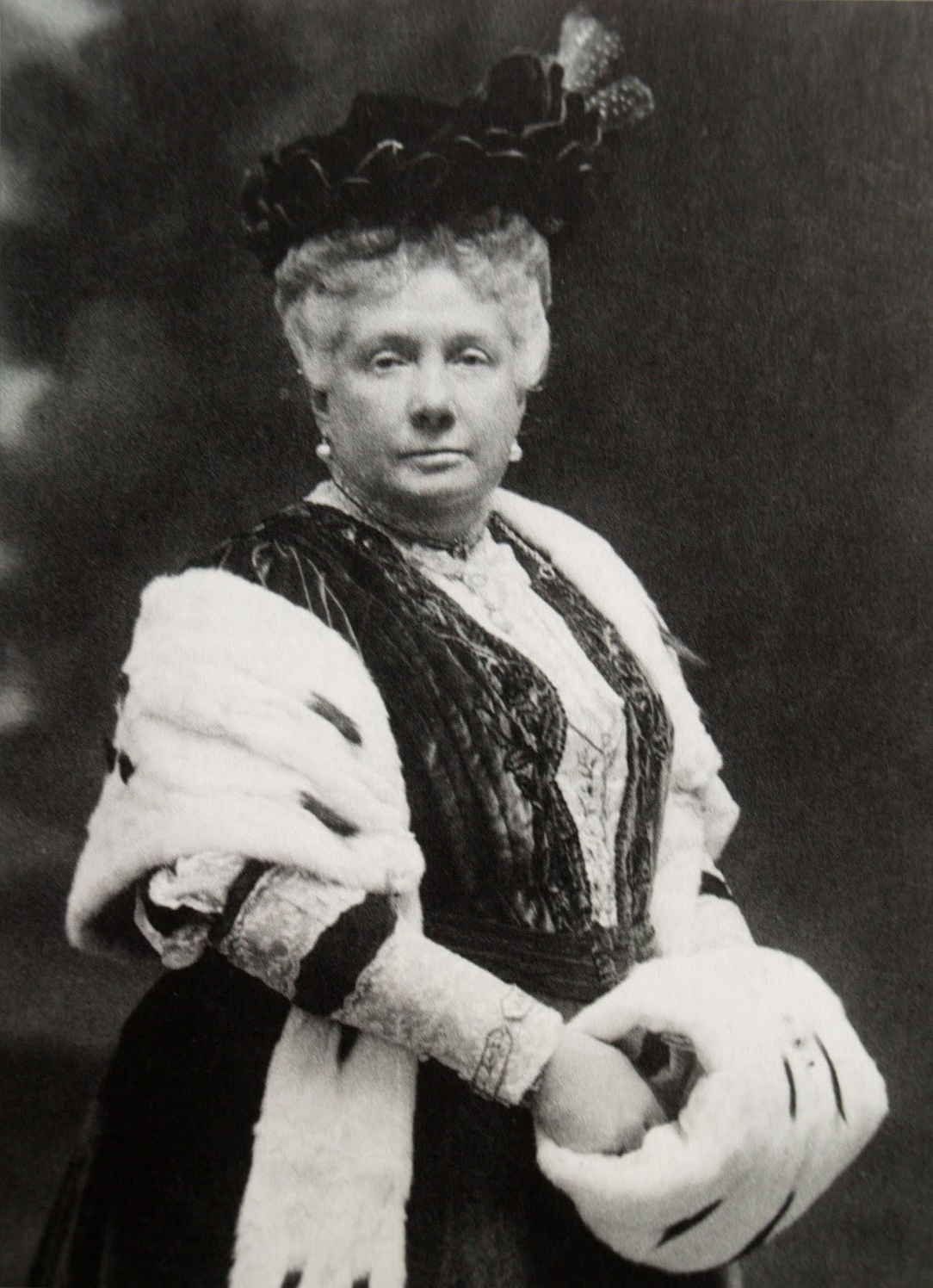
L'infante vers 1910.
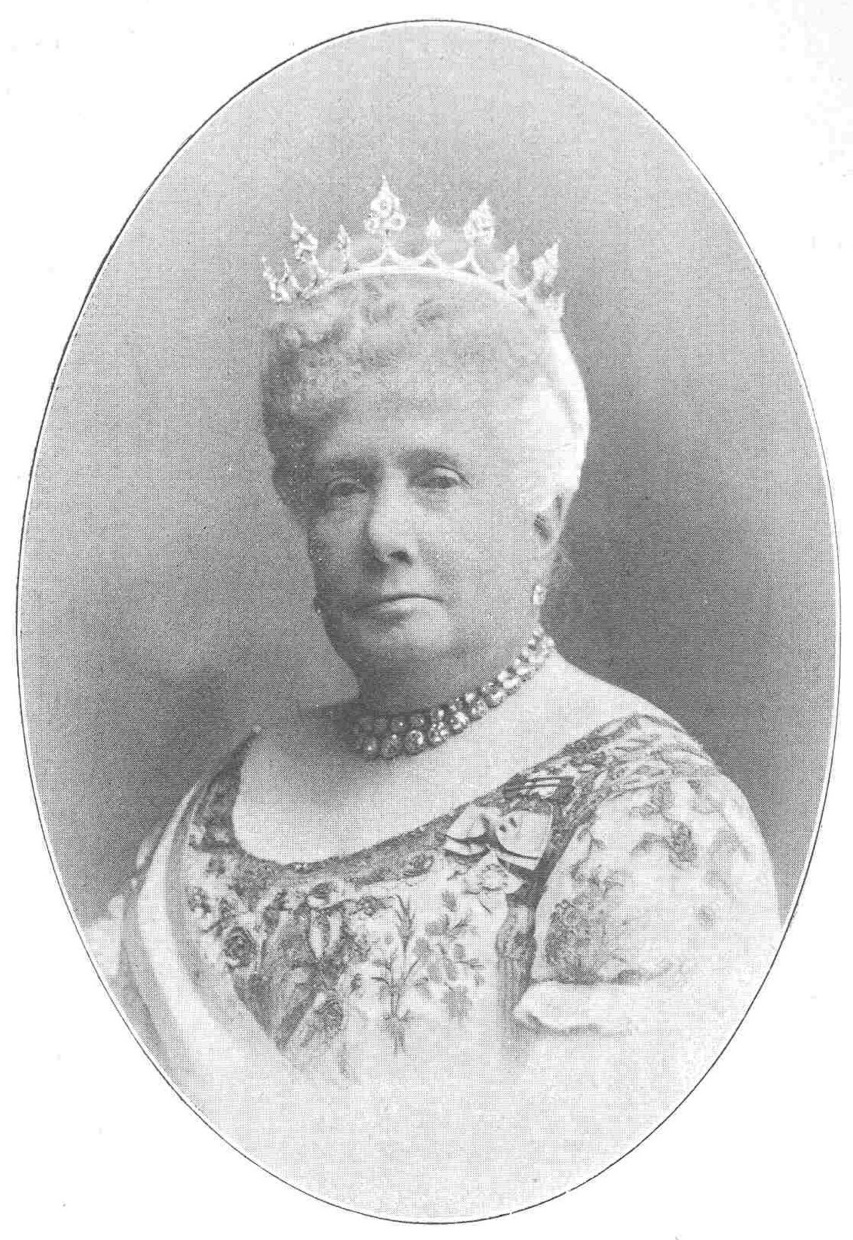
L'infante vers 1910.
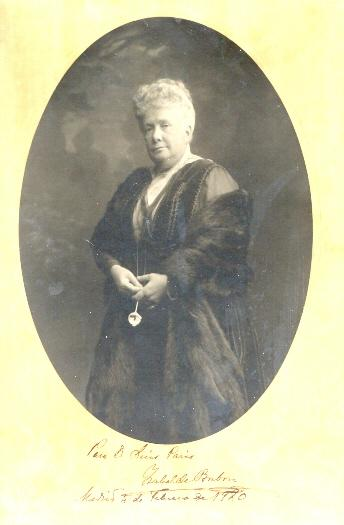
L'infante en 1920.

## Biographie

### Une infante populaire

Palais royal d'Aranjuez.

Celle que les Madrilènes surnomment affectueusement « la Chata » ou « la plus espagnole des infantes » passe la majeure partie de son enfance à Madrid et à Aranjuez.
Aînée des enfants du couple royal, l'infante est héritière du trône jusqu'à la naissance de son frère, l'infant François (qui ne vit que quelques heures en 1856) puis celle d'un second frère, le futur Alphonse XII, en 1857. Adolescente, sa mère, la reine Isabelle II, cherche d’abord à la marier à Philippe de Belgique, comte de Flandres, frère cadet du roi Léopold II. Mais la famille royale belge préfère, pour des raisons politiques, unir le prince à une princesse prussienne et la reine d’Espagne doit donc se tourner vers un autre candidat.
Le roi Victor-Emmanuel II d'Italie propose son fils cadet Amédée, duc d'Aoste mais, afin de marquer son soutien à la papauté menacée et aux monarques italiens détrônés par la maison de Savoie en 1859-1861, la reine choisit pour gendre un membre de la famille royale des Deux-Siciles, le prince Gaétan de Bourbon-Siciles, comte d'Agrigente (en italien Girgenti). Fils cadet du feu roi Ferdinand II des Deux-Siciles (1810-1859) et de sa seconde épouse la feue archiduchesse Marie-Thérèse d’Autriche (1816-1867), de la branche de Teschen, le prince est un frère cadet du roi détrôné François II des Deux-Siciles.

### Un mariage tragique, une révolution, un exil
Au printemps 1868, le mariage d'Isabelle et Gaëtan donne lieu à d’importantes festivités à Madrid et le jeune homme reçoit, juste après la cérémonie, le titre et les privilèges d’infant d’Espagne. Rappelons que la princesse arrive, à cette époque, juste après son frère, le futur Alphonse XII, dans la succession au trône espagnol et que la reine ayant perdu de nombreux enfants en bas âge et que les survivants sont de santé fragile, Isabelle tient une place toute particulière au sein de la famille royale et pourrait un jour monter sur le trône.
Après les noces, le jeune couple se rend à Rome où le prince Gaétan présente sa jeune épouse aux siens, puis à Vienne, où vit la famille maternelle du prince. En septembre suivant, sur le chemin du retour, les infants d'Espagne s'arrêtent à Fontainebleau saluer l'empereur des Français et l'impératrice qui est d'origine espagnole. C'est là que le couple princier apprend l'éclatement de la révolution en Espagne. Le prince rejoint les troupes loyalistes mais, vaincu à la bataille d'Alcolea, il reprend le chemin de l'exil à la suite de la reine qui est détrônée par la « glorieuse révolution » et se retire dans la capitale française.
L’union des deux jeunes gens n’est guère heureuse. Le jeune prince de 21 ans ne supporte pas sa situation de prince doublement déchu et exilé. Il en perd sa joie de vivre. Il souffre d'un tempérament dépressif. Il est victime de terribles crises d’épilepsie. Avec l'aide de ses deux aides-de-camp, il cache son état à l'infante jusqu'au jour où il ne peut éviter une crise en sa présence. Le couple, après avoir voyagé à travers l'Europe, se fixe en septembre 1870 à Lucerne où il espère vivre dans la quiétude et l'anonymat. La princesse fait une fausse couche en septembre 1871 et le prince, accablé par l'échec et le manque d'avenir tente de se défenestrer. Trois mois plus tard, déjouant la surveillance de ses aides-de-camp, il s'enferma dans sa chambre et se tire une balle dans la tête. Effondrée, l'infante, veuve de 19 ans, retourne vivre auprès de sa mère qui vit en exil à Paris.

### La Restauration et un autre exil

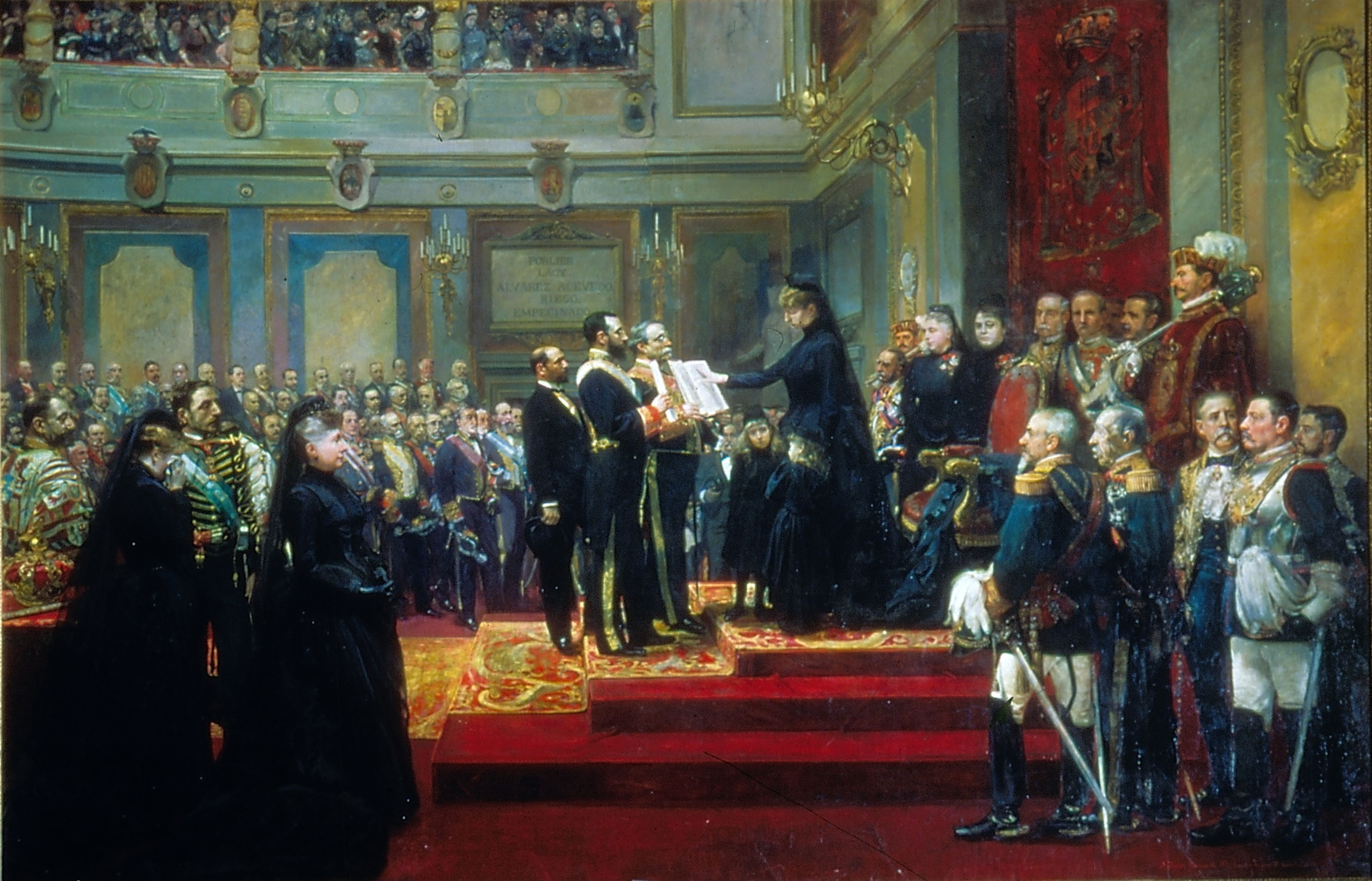
La régente Marie-Christine prêtant serment à la constitution. L'infante Isabelle se tient près du trône (1885).

En 1875, les Bourbons sont restaurés en Espagne en la personne du roi Alphonse XII, frère de l'infante. L'infante Isabelle redevient alors pour cinq ans princesse des Asturies et héritière présomptive de son frère. L’infante se réinstalle dans la capitale où elle ne tarde pas à devenir la personnalité la plus populaire de la famille royale. En revanche, elle ne se remariera jamais. À la mort de sa belle-sœur, l'infante incite son frère, le roi Alphonse XII à épouser une cousine de son défunt mari, l'archiduchesse Marie-Christine de la branche de Teschen. En 1885, le roi meurt prématurément laissant la régence à son épouse enceinte. L'infante assiste à la prestation de serment de sa belle-sœur et participe activement à l'éducation de son neveu et de ses nièces. En 1904, sa mère, la reine Isabelle II mourut à Paris. En 1906, lors du mariage son neveu, le roi Alphonse XIII, un attentat anarchiste couta la vie à des dizaines de personnes. 
Jusqu’à sa mort, l’infante accomplit nombre de fonctions officielles. En 1907, elle accompagne le couple royal en Angleterre, pays natal de la reine. En 1910, elle participe ainsi aux cérémonies qui marquent le centenaire de l’indépendance de l’Argentine et devient ainsi le premier membre de la famille de Bourbon à mettre le pied dans cette ancienne colonie espagnole.

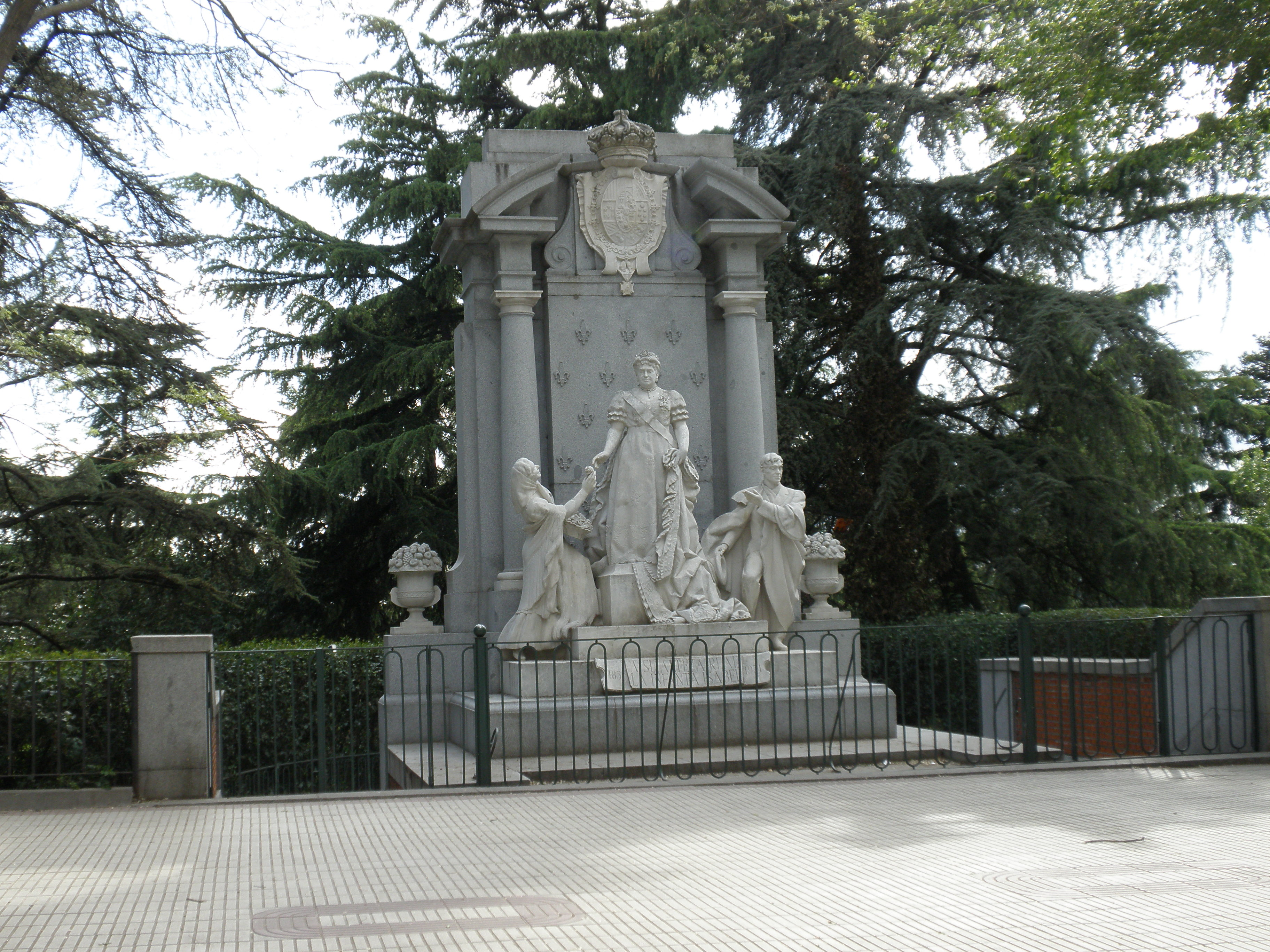
Un des monuments édifiés à Madrid en l'honneur de l'infante Isabelle (Paseo del Pintor Rosales).

Presque octogénaire au moment de la proclamation de la Seconde République espagnole en 1931, l’infante jouit d’une telle popularité que le nouveau gouvernement se refuse à la condamner à l’exil. Cependant, bien que malade et alitée, la princesse décide de suivre son neveu et de quitter l’Espagne avec lui. Elle s’installe alors à Paris, où elle meurt cinq jours après son arrivée, dans un couvent d’Auteuil.
Elle est inhumée en France, au cimetière de Montmartre (division 22) dans la chapelle de Bourbon mais, en 1991, le roi Juan Carlos Ier, son petit-neveu, ordonne le retour de ses cendres en Espagne. Sa dépouille est alors transférée à la chapelle du palais royal de La Granja, aux côtés du roi Philippe V et de son épouse Elisabeth Farnèse.

## Titres et honneurs

### Titulature
- 20 décembre 1851 - 28 novembre 1857 : Son Altesse Royale la princesse des Asturies ;
- 28 novembre 1857 - 13 mai 1868 : Son Altesse Royale Isabel de Borbón y Borbón, infante d’Espagne ;
- 13 mai 1868 - 29 décembre 1874 : Son Altesse Royale Isabel de Borbón y Borbón, infante d’Espagne, princesse des Deux-Siciles, comtesse d'Agrigente ;
- 29 décembre 1874 - 11 septembre 1880 : Son Altesse Royale la princesse des Asturies ;
- 11 septembre 1880 - 23 avril 1931 : Son Altesse Royale Isabel de Borbón y Borbón, infante d’Espagne.

### Honneurs
- Dame de l’ordre de la Reine Marie-Louise (20 décembre 1851).

### Armoiries
| Armoiries comme comtesse d'Agrigente | Armoiries comme princesse des Asturies | Armoiries comme infante et veuve[réf. nécessaire] | Petites armoiries (posthumes) |